# Gastão de Benjamim Pinto
Gastão de Benjamim Pinto ComMAI (Lisboa, Mercês, 4 de Julho de 1886 - Lisboa, Janeiro de 1976), 2.º Conde de Vialonga, foi um engenheiro civil e de minas e empresário industrial português.

## Família
Filho de João de Benjamim Pinto, 1.º Conde de Vialonga, e de sua mulher Sofia Anaiz Gomes.. Faleceu em 1976, solteiro e sem geração

## Biografia
Em Monarquia seria 2º Conde de Vialonga em Portugal, e foi 2.º Conde de Vialonga em Itália. por sucessão, concedida pelo Rei Humberto de Itália a 4 de Julho de 1966
Foi aluno do Colégio de Campolide e posteriormente do Colégio Militar. Em 1910 seguiu para o exílio em Itália, com seu Pai e restante família, acompanhando S.M.a Rainha Dona Maria Pia e S.A.R o Infante D. Afonso, Duque do Porto
Engenheiro civil e de minas, Fundador, grande accionista e Presidente da Empresa de Cimentos de Leiria e da Companhia de Cimentos Tejo, Accionista e Administrador da Hidroelétrica do Alto Alentejo, Comendador da Ordem Civil do Mérito Agrícola e Industrial Classe Industrial a 5 de Outubro de 1934, etc.
Faleceu solteiro e sem geração.. Teve duas irmãs :
Judite de Benjamim Pinto (Lisboa, Mercês, 7 de Fevereiro de 1885 - Lisboa, 1953), solteira e sem geração ,e
Beatriz de Benjamim Pinto (Lisboa, Mercês, 27 de Setembro de 1889 - Lisboa, 9 de Fevereiro de 1961), casada em Lisboa a 20 de Janeiro de 1920 com Augusto de Vasconcelos Gonçalves (Lisboa, Santos-o-Velho, 28 de Abril de 1874 - Lisboa, 7 de Outubro de 1930), com geração (Pinto-Gonçalves), sendo 3.º Conde de Vialonga, Luis Botelho de Moraes Sarmento Pinto-Gonçalves, por sentença executiva proferida em 17 de Junho de 2019, pelo Tribunal da Relação de Bolonha, e confirmada pelo Tribunal da Relação de Lisboa, seu sobrinho-neto.